# 2020 في رومانيا
فيما يلي أبرز الأحداث سنة 2020 في رومانيا.

## شاغلو المناصب
- الرئيس : كلاوس يوهانيس
- رئيس الوزراء : لودوفيك أوربان
- رئيس مجلس الشيوخ : تيودور ميليكانكو (حتى 3 فبراير) - تيتوس كورليان (منذ 3 فبراير)
- رئيس مجلس النواب : مارسيل سيولاكو

## الأحداث

### شهر يناير
- 26 يناير- بدأت حادثة كراهية الأجانب في Ditrău بين عاملين سريلانكيين والسكان الهنغاريين المحليين.[1]

### شهر فبراير
- 21 فبراير - بعد تفشي COVID-19 في إيطاليا ، أعلنت الحكومة الرومانية عن الحجر الصحي لمدة 14 يومًا للمواطنين العائدين من المناطق المتضررة.
- 22 فبراير - أعلنت الحكومة الرومانية عن عدة إجراءات وقائية ، بما في ذلك تعيين خمسة مستشفيات كمراكز عزل للحالات الجديدة ، وشراء ووضع الماسحات الضوئية الحرارية في المطارات الدولية وخطوط مخصصة خصيصًا للركاب القادمين من المناطق المتضررة من تفشي COVID-19.[2][3][4][5]
- 25 فبراير - فرضت تدابير جديدة. عند الوصول إلى الأراضي الرومانية ، سيذهب جميع المسافرين بدون أعراض من المناطق المتضررة ، على التوالي هوبي ، والمواقع الـ 11 في إيطاليا ، وأي ركاب على متن سفينة Diamond Princess السياحية مباشرة إلى الحجر الصحي ، لمدة 14 يومًا. وسيدخل الأشخاص الآخرون القادمون من منطقتي لومباردي وفينيتو عزلة طوعية في المنزل لمدة 14 يومًا ، عند وصولهم إلى رومانيا.[6]
- 26 فبراير - تسجيل أول حالة لوباء COVID-19 في رومانيا
- 28 فبراير - اقترحت الكنيسة الرومانية الأرثوذكسية أن يستخدم المتابعون ملاعقهم الخاصة وتجنب التقبيل التقليدي للرموز في الكنيسة.[7]

### مارس
- لا يوجد يوم محدد - تهدأ حادثة كراهية الأجانب في ديتيرو وتنتهي.[1]
- 2 مارس - تم اتخاذ تدابير وقائية أكثر من قبل اللجنة الوطنية لحالات الطوارئ الخاصة. وبالتالي ، فإن المواطنين الذين يصلون من مقاطعات أو مدن أخرى في البر الرئيسي للصين ، وأماكن أخرى في مناطق لومباردي ، فينيتو أو إميليا رومانيا في إيطاليا ، وكذلك مناطق ومحليات في كوريا الجنوبية وإيران لم يتم تحديدها مسبقًا للحجر المؤسسي ، يدخلون 14 يومًا من الذات -العزل في المنزل فور عودته إلى رومانيا.[8]